# الدوري البرتغالي الدرجة الثانية 1988–89
الدوري البرتغالي الدرجة الثانية 1988–89 (بالبرتغالية: II Divisão de 1988–89‏) هو موسم من الدوري البرتغالي الدرجة الثانية. فاز فيه نادي أونياو دا ماديرا.